# Francesco Pio Esposito
Francesco Pio Esposito (* 28. Juni 2005 in Castellammare di Stabia) ist ein italienischer Fußballspieler. Der Stürmer steht bei Inter Mailand unter Vertrag.

## Karriere

### Verein
Esposito begann seine fußballerische Karriere 2011 bei Brescia Calcio, ehe er nach drei Jahren zu Inter Mailand wechselte, wo er in Folge alle Juniorenmannschaften durchlief. In der Saison 2021/22 schoss er in der U17-Spielrunde bereits 21 Tore in 24 Partien, womit er auch Torschützenkönig der Liga wurde, und spielte auch schon für die U18-Mannschaft in der Liga. Zudem kam er bereits beim Viareggio Cup und in der UEFA Youth League für das U19-Team zum Einsatz. In der Saison 2022/23 war er dann Stammspieler bei der U19-Mannschaft und schoss dort wettbewerbsübergreifend 16 Tore in 41 Partien. Nach der Saison unterzeichnete er einen neuen Vertrag bis 2027, dies war sein erster Profivertrag seiner Laufbahn.
Im August 2023 schloss er sich leihweise für die Saison 2023/24 dem Zweitligisten Spezia Calcio an. Sein Profidebüt gab er direkt am ersten Spieltag der Spielzeit nach später Einwechslung bei einem 3:3-Unentschieden gegen den FC Südtirol. Am 23. September 2023 erzielte Esposito sein erstes Profitor in der italienischen Serie B, bei einer 1:2-Niederlage gegen den AC Reggiana. Insgesamt spielte er in 2023/24 alle 38 Ligapartien, wurde jedoch meist eingewechselt, und traf dabei dreimal. Zudem wurde er zum Spieler des Jahres 2024 der Serie B gekürt. Im Juli 2024 wurde die Leihe Espositos bei Spezia um eine Saison verlängert. Im April 2025, noch während seiner Leihe verlängerte er seinen Vertrag bei Inter um weitere drei Jahre, bis 2030.
Im Juni kehrt Esposito zu Inter zurück, um am FIFA-Klub-Weltmeisterschaft teilzunehmen unter der Leitung von Cristian Chivu. Er gibt sein Debüt für Inter am 21. Juni beim 2:1-Sieg gegen die japanischen Urawa Red Diamonds im zweiten Gruppenspiel, als er für seinen Bruder Sebastiano eingewechselt wird. Vier Tage später, im Spiel gegen River Plate, steht er erstmals in der Startelf, erzielt in der 72. Minute sein erstes Tor im Trikot der Nerazzurri und wird zum Spieler des Spiels gewählt.

### Nationalmannschaft
Esposito spielte bereits für diverse Juniorennationalmannschaften Italiens. Mit dem U17-Team nahm er an der U17-EM 2022 teil. Dort kam er in allen vier Spielen bis zum Ausscheiden im Viertelfinale zum Einsatz und schoss ein Tor.
2023 mit der italienischen U-19-Nationalmannschaft Europameister. Esposito spielte dabei in allen Partien, stand im Finale die volle Spielzeit auf dem Feld und schoss ein Tor in der Gruppenphase.
Bereits zwei Monate zuvor nahm er mit der U20-Nationalmannschaft an der U20-Weltmeisterschaft 2023 teil und kam mit dem Team in Finale, wo man an Uruguay scheiterte. Auch hier war Esposito gesetzt und spielte sechs der sieben möglichen Spiele und erzielte einen Treffer.
Seit September 2023 ist er nun für die italienische U21-Nationalmannschaft aktiv.

## Familie
Francesco Pio ist der Sohn des ehemaligen Fußballspieler Agostino (* 1971) und hat zwei ältere Brüder: Salvatore (* 2000) und Sebastiano (* 2002), die ebenfalls Fußball spielen.

## Erfolge
Inter Mailand
- Torschützenkönig der Primavera U17: 2021/22

Spezia Calcio
- Fußballer des Jahres der Serie B: 2024

Nationalmannschaft
- U19-Europameister: 2023